# Sunnyside (Californie)
Pour les articles homonymes, voir Sunnyside.
Sunnyside est une census-designated place du comté de Fresno, dans l'État de Californie, aux États-Unis,. En 2020, elle compte une population de 4 627 habitants.